# Tipula (Lunatipula) bigeminata
Tipula (Lunatipula) bigeminata is een tweevleugelige uit de familie langpootmuggen (Tipulidae). De soort komt voor in het Nearctisch gebied.